# Херман I фон Геролдсек
Херман I фон Геролдсек (на немски: Hermann I von Geroldseck; † 8 март 1262, Хаузберген) e господар на Дирзберг-Геролдсек.

## Произход
Той е син на Валтер I фон Геролдсек († 1275/1277), господар на Геролдсек цу Малберг, и първата му съпруга Хайлика фон Малберг († 1259), дъщеря на Мербодо II фон Малберг († сл. 1225) и Ида фон Мандершайд († 1237). Брат е на Валтер († 1263), от 1260 г. епископ на Страсбург, и на Хайнрих I († 1296/1298), граф на Геролдсек и Велденц.
Херман I фон Геролдсек е убит на 8 март 1262 г. в битката при Хаузберген в Елзас между войските на брат му епископ Валтер и жителите на град Страсбург.

## Фамилия
Херман I фон Геролдсек се жени за жена от род Еберщайн. Те имат децата:
- Хайнрих/Херман II фон Геролдсек (* пр. 1266; † 4/5 декември 1300), господар на Геролдсек, женен за Аделхайд фон Цолерн († 1296/1308), дъщеря на граф Фридрих V фон Цолерн († 1289) и Удилхилд фон Дилинген († 1289)
- Валтер III фон Геролдсек († 1323), фогт на Ортенау, женен пр. 1 февруари 1278 г. за Сузана фон Верд († сл. 1311), дъщеря на Хайнрих II Зигеберт|, ландграф в Елзас, граф фон Верд († 1278) и Гертруд фон Дике († 1266/1269)
- Аделхайд († декември 1300), омъжена за Улрих III фон Раполтщайн († 1283)
- Херман († сл. 29 май 1328), архдякон в Страсбург

## Галерия
- Замък Хоенгеролдсек
- Останки от замък Дирсбург
- Битката при Хаузберген